# Saint-Adjutory
Saint-Adjutory is een gemeente in het Franse departement Charente (regio Nouvelle-Aquitaine) en telt 314 inwoners (2004). De plaats maakt deel uit van het arrondissement Confolens.

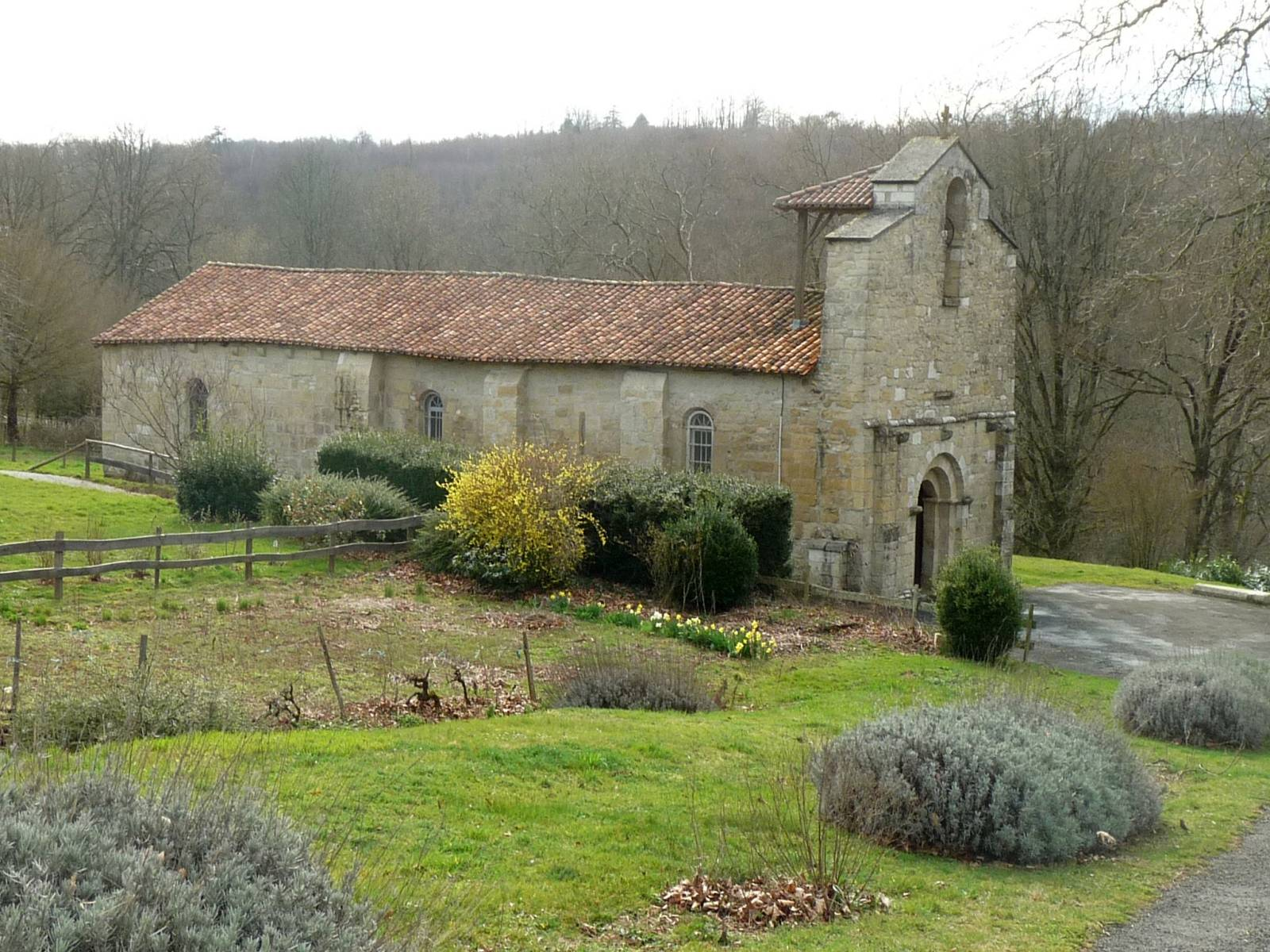
Kerk van Saint-Adjutory
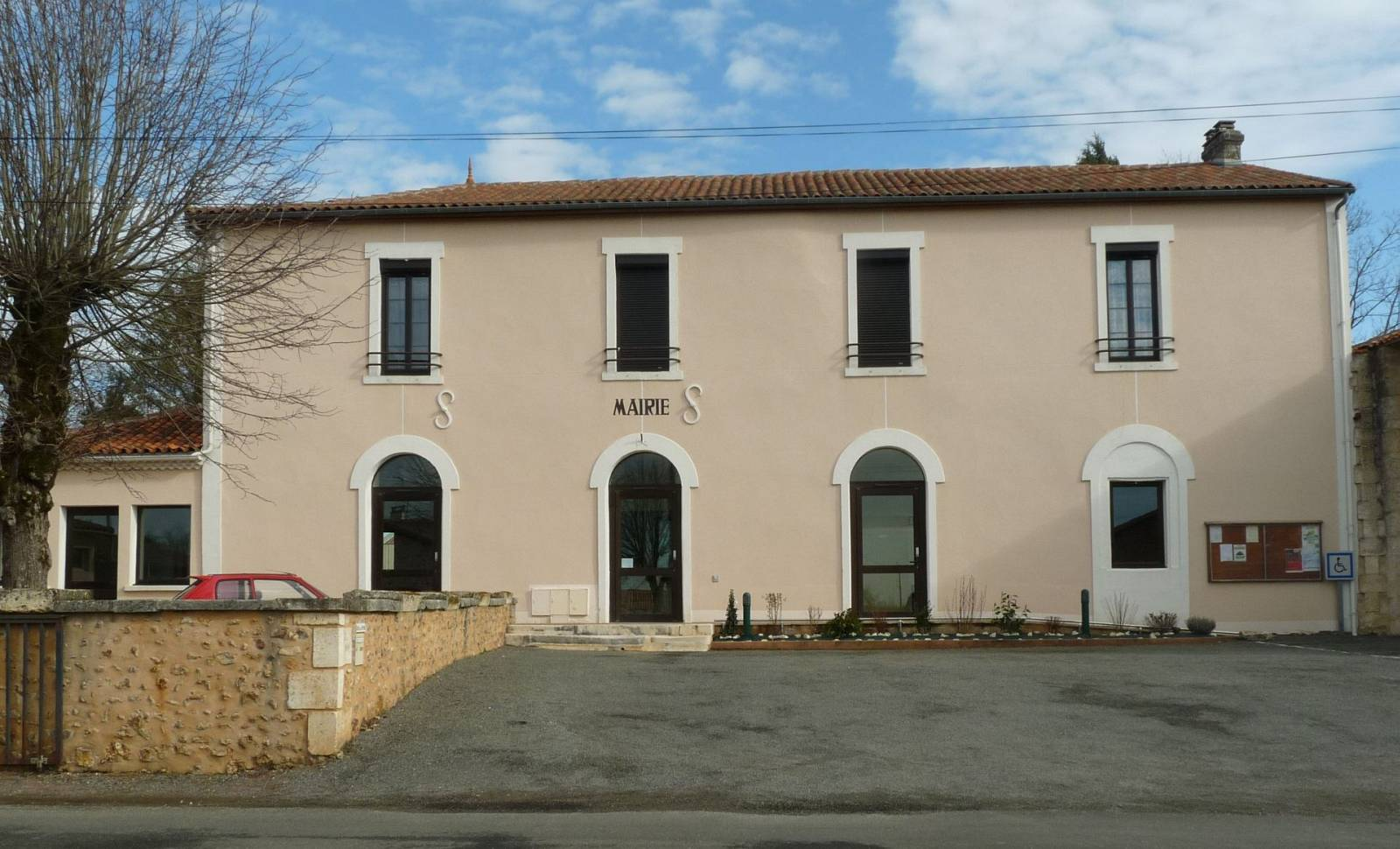
Gemeentehuis

## Geografie
De oppervlakte van Saint-Adjutory bedraagt 13,9 km², de bevolkingsdichtheid is 22,6 inwoners per km².
De onderstaande kaart toont de ligging van Saint-Adjutory met de belangrijkste infrastructuur en aangrenzende gemeenten.

## Demografie
Onderstaande figuur toont het verloop van het inwonertal (bron: INSEE-tellingen).